# Trenes Argentinos Capital Humano
Trenes Argentinos Capital Humano (legamente Desarrollo del Capital Humano Ferroviario S.A.) fue una empresa argentina de ferrocarriles.

## Estructura
Entre las unidades de DECAHF se encontraban:
- Archivo General Ferroviario: creado en 1994, contaba con más de dos millones de documentos.[2]
- Centro Nacional de Capacitación Ferroviaria: creado en 1985, era el ente rector del entrenamiento ferroviario a nivel nacional.[3]
- Museo Nacional Ferroviario Raúl Scalabrini Ortiz,[4] inaugurado en 1971, brindaba a sus visitantes recorridos guiados en español, inglés y portugués.

## Historia

### Creación de Ferrocarril General Belgrano S.A.
Ferrocarril General Belgrano Sociedad Anónima (FGBSA) fue creada como empresa estatal en 1993 para operar en forma transitoria hasta su concesión la red de cargas del Ferrocarril General Belgrano. Fue escindida de la línea General Belgrano de Ferrocarriles Argentinos como parte del programa de privatización ferroviaria del Gobierno de Carlos Menem, ante la falta de interesados para hacerse cargo de la concesión de la misma. Previamente habían sido cancelados todos los servicios de pasajeros de larga distancia, mientras que los servicios metropolitanos del Gran Buenos Aires fueron agrupados en la empresa FEMESA.
Ferrocarril General Belgrano S.A. operó el Ferrocarril General Belgrano hasta el 16 de noviembre de 1999, cuando se entregó la línea, en concesión, a la empresa Belgrano Cargas S. A., propiedad del sindicato Unión Ferroviaria y la Cooperativa de Trabajo Laguna Paiva. El contrato de concesión fue aprobado dos años más tarde, disponiendo por otro lado la liquidación de FGBSA. Esta, sin embargo, nunca se hizo efectiva.

### Modificación de la actividad de FGB S.A.
En 2004 Ferrocarril General Belgrano S.A. quedó oficialmente a cargo del resguardo del Archivo Documental de Ferrocarriles Argentinos. Adicionalmente, se hizo responsable del Centro Nacional de Capacitación Ferroviaria (CENACAF) y pasó a emplear al personal de las líneas ferroviarias metropolitanas de Buenos Aires cuyas concesiones fueron rescindidas por el Estado. Hasta 2013 empleó al personal de Belgrano Cargas Sociedad Anónima y dependieron de ella los talleres ferroviarios de Tafí Viejo, siendo ambos transferidos a la nueva empresa estatal Belgrano Cargas y Logística tras su creación. El decreto de creación de la nueva empresa instruyó al Ministerio del Interior y Transporte, por otro lado, a realizar modificaciones en el objeto y razón social de FGBSA.

### Transformación en Administradora de Recursos Humanos Ferroviarios
En junio de 2013, el Ministerio del Interior y Transporte dio por terminada la intervención del Ferrocarril General Belgrano y su conversión en la Administradora de Recursos Humanos Ferroviarios.
Además, teniendo en cuenta que la empresa estaba constituida por un único socio desde la liquidación de Ferrocarriles Argentinos —posibilidad vedada por la ley de Sociedades Comerciales—, la resolución estableció la transferencia del 1% del paquete accionario a la Administración de Infraestructuras Ferroviarias (ADIF) y el cambio del tipo jurídico al de Sociedad Anónima con Participación Estatal Mayoritaria (SAPEM). La resolución prevé la futura conversión de la empresa en una Sociedad del Estado, al igual que ADIF y la Sociedad Operadora Ferroviaria (SOFSE).

### Transformación en Desarrollo del Capital Humano Ferroviario
En 2018 el Ministerio de Transporte modificó su estatuto social y denominación. Posteriormente se transfirió el Museo Ferroviario «Raúl Scalabrini Ortiz» a la órbita de la empresa.

### Disolución de Trenes Argentinos Capital Humano
El 1 de octubre de 2024, mediante una resolución publicada en el Boletín Oficial y firmada por la Secretaría de Transporte, se dispuso la disolución de Trenes Argentinos Capital Humano. Ese mismo día, a través de la conferencia de prensa habitual de la vocería presidencial, el secretario de Transporte, Franco Mogetta

## Autoridades
| N.º | Presidente                    | Partido | Partido               | Periodo                                      | Presidente                     |
| --- | ----------------------------- | ------- | --------------------- | -------------------------------------------- | ------------------------------ |
| 1   |                               |         |                       | 21 de mayo de 2013 - 10 de diciembre de 2015 | Cristina Fernández de Kirchner |
| 2   | Marcelo Orfila                |         | Independiente         | 17 de diciembre de 2015 - 2018               | Mauricio Macri                 |
| 3   | Damián Raúl Ramón Contreras   |         | Frente Renovador      | 2 de enero de 2020 - 10 de diciembre de 2023 | Alberto Fernández              |
| 4   | Pedro Moises Hadida           |         | Propuesta Republicana | 11 de enero de 2024 - 9 de abril de 2024     | Javier Milei                   |
| 5   | Patricio Quinto José Gilligan |         | Independiente         | 9 de abril de 2024 - 14 de junio de 2024     | Javier Milei                   |
| 6   | Luis Federico Canedi          |         | Independiente         | 14 de junio de 2024 - 1 de octubre de 2024   | Javier Milei                   |